# Alberto Granado
Alberto Granado Jiménez (8. srpna 1922, Hernando, Córdoba – 5. března 2011, Havana) byl argentinsko-kubánský lékař a biochemik, který se proslavil především jako přítel Ernesta Che Guevary, který ho doprovázel na jeho motocyklovém výletě napříč Jižní Amerikou v roce 1952. O této cestě napsal knihu Con el Che por Sudamérica (2002), podle níž (a Che Guevarova vlastního deníku) vznikl v roce 2004 film Motocyklové deníky. Granado Jiménez v něm ztvárnil Rodrigo de la Serna, který se ve filmu objevil na samém konci. O vztahu s Che Guevarou napsal i knihu El Che confía en mí. Od roku 1961 žil na Kubě, kde patřil k zakladatelům lékařské fakulty na univerzitě v Santiago de Cuba, na níž byl roku 1974 jmenován profesorem.